# Radovica
Radovica – wieś w Słowenii, w gminie Metlika. W 2018 roku liczyła 286 mieszkańców.